# Who Do You Think You Are (canción)
«Who Do You Think You Are» es una canción escrita por el dúo británico de compositores Des Dyer y Clive Scott. La versión más conocida de la canción es una grabación por la banda Bo Donaldson and the Heywoods. Se publicó en julio de 1974 como el segundo sencillo de su álbum debut homónimo.

## Antecedentes
Aunque su primer éxito comercial fue en 1972 con «Special Someone», la banda tuvo su sencillo de mayor éxito hasta la fecha con «Billy, Don't Be a Hero» de abril de 1974, una versión de una canción número uno en Reino Unido de Paper Lace. Entre sus canciones posteriores a «Billy» se encontraba «Who Do You Think You Are». La canción fue escrita por Clive Scott y Des Dyer de Jigsaw.

## Recepción de la crítica
Un escritor no especificado de la revista Cash Box declaró: “Excelente arreglo, completo con una sección rítmica muy fuerte y un par de ganchos magistrales, hacen de este el disco más deseable, en términos pop, hasta ahora de este año”.

## Lista de canciones
7-inch single – ABC-12006
1. «Who Do You Think You Are» – 2:59
2. «Fool's Way of Lovin» – 3:07

## Posicionamiento
| Gráfica (1974)                            | Pico de posición |
| ----------------------------------------- | ---------------- |
| Australia (Kent Music Report)             | 64               |
| Canadá (RPM Top Singles)                  | 11               |
| Canadá (RPM Pop Music Playlist)           | 35               |
| Estados Unidos (Billboard Hot 100)        | 15               |
| Estados Unidos (Billboard Easy Listening) | 20               |
| Estados Unidos (Cash Box Top 100 Singles) | 13               |